# Coleophora tanitella
Coleophora tanitella é uma espécie de mariposa do gênero Coleophora pertencente à família Coleophoridae.